# Ерік Леммінг
Ерік Отто Вальдемар Леммінг (швед. Eric Otto Valdemar Lemming; нар. 22 лютого 1880 — пом. 5 червня 1930) — шведський легкоатлет, метальник списа, триразовий Олімпійський чемпіон.

## Життєпис
Народився 22 лютого 1880 року в Гетеборзі.
Спеціалізувався на метанні списа, проте на різних спортивних змаганнях брав участь і в інших дисциплінах.
Вперше брав участь в Олімпійських іграх у 1900 році в Парижі, де посів 4-ті місця у стрибках у висоту, стрибках з жердиною та метанні молота. Також був 8-м у метанні диска й 12-м — у стрибках в довжину.
На позачерговій Олімпіаді в Афінах у 1906 році брав участь в 9 легкоатлетичних дисциплінах, виграв 4 медалі: золото — у метанні списа й три бронзи — у штовханні ядра, десятиборстві та перетягуванні канату. Проте, оскільки ігри проводились не Міжнародним олімпійським комітетом (МОК), вони вважаються неофіційними.
На Олімпійських іграх 1908 року в Лондоні метання списа вперше було включено до офіційної програми. Леммінг став дворазовим Олімпійським чемпіоном у метанні списа двома різними стилями. Також брав участь у змаганнях з метання диска та штовхання ядра.
На Олімпійських іграх 1912 року в Стокгольмі Е. Леммінг, встановивши олімпійський рекорд у метанні списа (60,64 м), вдруге поспіль став олімпійським чемпіоном.
За час спортивної кар'єри Ерік Леммінг встановив 5 неофіційних світових рекордів у метанні списа. Вже по закінченні Олімпійських ігор, у 1912 році в Стокгольмі встановив перший офіційний рекорд світу у метанні списа з результатом 62,34 м.
Помер 5 червня 1930 року в Гетеборзі.